# Hernán Rodríguez
Hernán Rodríguez Aliste (Santiago, Chile, 2 de mayo de 1933) es un exfutbolista chileno. Jugó de volante.

## Trayectoria
Se inició en la tercera infantil de Magallanes que debió abandonar cuando la familia se trasladó a Sewell. Reinició la práctica futbolística a los 18 años en el club Deportivo Alianza de Sewell.     
Llegó a Colo-Colo procedente del Torneo Regional del Sur, donde defendí la camiseta de Naval.  Desde el comienzo destacó como jugador hábil, laborioso y con sentido del fútbol, ubicación y buen manejo de la pelota.
Después de siete años en Colo-Colo, jugó tres años al equipo de Ferrobadminton, para posteriormente después de jugar tres años en Rangers de Talca retirarse desempeñándose como entrenador del equipo talquino.   

## Selección nacional
Fue internacional con la Selección de fútbol de Chile, entre los años 1955 a 1961, jugando 25 partidos.
En su trayectoria en la selección fue designado como capitán del equipo dirigido por don Fernando Riera, que en los meses de marzo y abril de 1960 realizó una gira por Europa, en el inicio de la preparación para el mundial de 1962. 

## Estadísticas

### Clubes
| Club           | País  | Año       |
| -------------- | ----- | --------- |
| Colo-Colo      | Chile | 1954-1960 |
| Ferrobadminton | Chile | 1961-1963 |
| Rangers        | Chile | 1964-1966 |

## Palmarés

### Campeonatos nacionales
| Título           | Club      | País  | Año  |
| ---------------- | --------- | ----- | ---- |
| Primera División | Colo-Colo | Chile | 1956 |
| Copa Chile       | Colo-Colo | Chile | 1958 |
| Primera División | Colo-Colo | Chile | 1960 |

### Distinciones individuales
| Distinción                                                                                | Año  |
| ----------------------------------------------------------------------------------------- | ---- |
| Mejor Deportista del Fútbol Profesional por el Círculo de Periodistas Deportivos de Chile | 1963 |